# Grube Washington
Die Grube Washington ist eine ehemalige Buntmetallerz-Grube des Bensberger Erzreviers in der Ortschaft Silberkaule im Stadtteil Asselborn der Stadt Bergisch Gladbach. Im Volksmund hatte sie von jeher den Namen „Silberkaule“.

## Geschichte
Bereits im Mittelalter, vielleicht sogar schon in Römischer Zeit, ist im Grubenfeld Washington Bergbau betrieben worden. Davon zeugt ein ausgedehntes Pingenfeld, das man noch heute im westlichen Teil des Grubengeländes sehen kann. Diese Pingen waren der Fingerzeig für die Prospektoren, die im 19. Jahrhundert auf die Suche nach Bodenschätzen gingen.
Die älteste Urkunde liegt vom 6. Oktober 1853 vor. Es handelt sich dabei um ein so genanntes Fundesbesichtigungs-Protokoll der Mutung Thümmel modo Silberkaule. Verliehen wurde das Grubenfeld mit dem Namen Washington am 28. April 1854 auf Zink-, Blei-, Kupfererze und Schwefelkies. Mit Verleihungsurkunde vom 25. März 1855 wurde das Bergwerkseigentum auf alle im Grubenfeld vorkommenden Eisenerze ausgedehnt. Für die künftige Förderung blieben die Funde von Schwefelkies, Kupfer- und Eisenerz wirtschaftlich bedeutungslos.
Unter Änderung des Namens in „Consolidierte Washington“ kam es am 4. September 1889 zu einer Konsolidierung mit folgenden Gruben in der näheren Umgebung:
1. Grube Emilie, erstmals gemutet auf Blei- und Zinkerze am 27. April 1858, verliehen am 8. November 1866 auf Blei-, Kupfer-, Zinkerze und Schwefelkies,
2. Grube Fixstern, verliehen am 7. Juli 1860 auf Blei- und Zinkerze,
3. Grube Franklin, verliehen am 20. November 1866 auf Blei- und Zinkerze, für das Jahr 1864 wird diese Grube noch als Mutung aus dem Jahr 1854 aufgeführt,
4. Grube Tetzel, verliehen am 1. Juni 1860 auf Blei- und Zinkerze „unter Vorbehalt der Rechte des mit dem verliehenen Felde überdeckten Eisenerzbergwerks Eisenkrämer“.

Die hinzugewonnenen Grubenfelder galten zwar als höffig, erfüllten aber nie die Erwartungen, die man ursprünglich hatte. Der Betrieb wurde im Jahr 1892 insgesamt eingestellt. Versuchsarbeiten in den Jahren 1911, 1912 und 1931 waren erfolglos.

## Betrieb und Anlagen
Von Beginn an hatte man im Lehmbachtal eine nassmechanische Aufbereitungsanlage eingerichtet. Für den Abbau setzte man zunächst mehrere Stollen an, um sich einen Überblick über die Lagerstätte zu verschaffen. Immer wieder traf man dabei auf Spuren von Altbergbau, den so genannten Alten Mann und stellte dabei fest, dass die „Alten“ sogar bis unter die Talsohle niedergegangen waren. Bei der Wahl des Standortes für einen Schacht war man darauf bedacht, dass man außerhalb des Bereichs der alten Arbeiten blieb, um nicht beim Abteufen auf diese zu stoßen. Gleichzeitig wollte man möglichst in den Bereich der Hauptbetriebspunkte kommen. Es handelte sich um einen dreitrümigen Maschinenschacht, bestehend aus Pumpentrum, Fördertrum und Fahrtrum, die jeweils durch Schachtscheider voneinander getrennt waren. Zu dieser Schachtanlage gehörten ein Kesselhaus für das Betreiben der Wasserhaltungsdampfmaschine und ein Pferdegöpel für die Förderung. Die Stollensohlen trieb man dem Schacht entgegen.
Im Jahr 1873 setzte man einen neuen Maschinenschacht, den so genannten Oppenheimschacht an. Auf diesen trieb man vom Lehmbachtal einen weiteren Stollen vor, um mit dem Fördergut möglichst nahe an die Aufbereitung heranzukommen. Auf der 60-Lachter-Sohle hatte man 1877 den Hauptgang, genannt das „Stockwerk“, auf 80 m Länge und durch vier Querschläge aufgeschlossen. Auf einer Länge von 45 m hatte er eine Mächtigkeit von 10 bis 12 m bauwürdiger Erze nachgewiesen. Ab dem Jahr 1878 hatte man den Oppenheim-Schacht bis auf 70 Lachter abgeteuft und hier über eine Strecke den Gang „Stockwerk“ vorgerichtet. Allerdings zeigte sich hier im darauf folgenden Jahr eine Verminderung des Bleigehalts. Aufgrund verstärkt vorgenommener Abbaumaßnahmen erzielte man 1879 bei weiterem Rückgang an Bleierz eine Rekordförderung von 2095 t Blende. Mit zunehmender Teufe verringerte sich die Erzführung in der Lagerstätte „Stockwerk“; auch traten Schwierigkeiten mit der Wasserhaltung auf.
Eine neue Pumpe konnte auf dem Oppenheimschacht 1881 die neue 80-Lachter-Sohle wasserfrei halten. Eine Verbesserung brachte der Anbruch des Querganges auf der 80-Lachter-Sohle im Jahr 1883. Auch verliefen Untersuchungen in der reichen südlichen Zone auf der 70-Lachter-Sohle durch einen erheblich höheren Silbergehalt des Bleierzes günstig. Die kurze Phase einer scheinbaren Verbesserung der Aufschlüsse ermunterte 1885 nochmals, den Oppenheimschacht bis auf eine projektierte 90-Lachter-Sohle abzuteufen. Die danach vorgenommenen Aufschlussarbeiten verliefen nur teilweise befriedigend. Seit 1886 berichtete man immer wieder über eine voraussichtlich künftige Einschränkung der Betriebstätigkeiten. Die endgültige Schließung erfolgte im Jahr 1892.
Nach 1931 wurde ein Teil der alten Waschhalden zur Weiterverarbeitung in die Flotation der Grube Weiß transportiert. Die noch verbliebenen Reste der Halden beförderte die Firma Strabag Anfang der 1950er Jahre ebenfalls dorthin.